# Aricia pallidefulva
Aricia pallidefulva är en fjärilsart som beskrevs av Ruggero Verity 1920. Aricia pallidefulva ingår i släktet Aricia och familjen juvelvingar. Inga underarter finns listade i Catalogue of Life.